# Sagittaria cristata
Sagittaria cristata là một loài thực vật có hoa trong họ Alismataceae. Loài này được Engelm. miêu tả khoa học đầu tiên năm 1883.